# Dolços somnis (pel·lícula de 1996)
Dolços somnis (títol original: Sweet Dreams) és un telefilm estatunidenc dirigit per Jack Bender i difós l'any 1996. Ha estat doblat al català.

## Argument
La primera seqüència mostra una jove que s'escapoleix aterrida d'una casa en flames. És trobada l'endemà a la riba per un policia, Doug Harrison, que l'ajuda i comença una investigació. La jove és amnèsica i no recorda res, ni la seva identitat. Més tard, a l'hospital, un home la va a visitar, li explica que és psiquiatre i li proposa ajudar-la. Un flaix sorgeix llavors: recorda tenir una connexió amb el metge, que li revela la seva identitat: Alison Sullivan.

## Repartiment
- Tiffani Thiessen: Alison Sullivan
- A. Martinez: Doug Harrison (policia)
- David Newsom: Dr. Jack Renault
- Amy Yasbeck: Laura Renault
- Conchata Ferrell: Dr. Kate Lowe
- Scott Paulin: Richard Mateo
- Marsha McPherson: Sara Renault
- Tamara McPherson: Sara Renault
- Anna Hagan: Mitzi
- Sheelah Megill: Infermera Nancy Morrison
- Merrilyn Gann: Stevie
- Biski Gugushe: Infermer Scott
- Duncan Fraser: Loggins
- Shaina Unger: Alison Sullivan jove
- Dale Wilson: Nathan Sullivan
- Christy Cohen: Sharon
- Shawn Macdonald: Greg
- Chelsea Hobbs: Laura jove
- Dmitry Chepovetsky: Ben
- Laura Owens: Cynthia Levenger
- Kenneth Michael Dickey: Cantant de carrer